# Voreppe

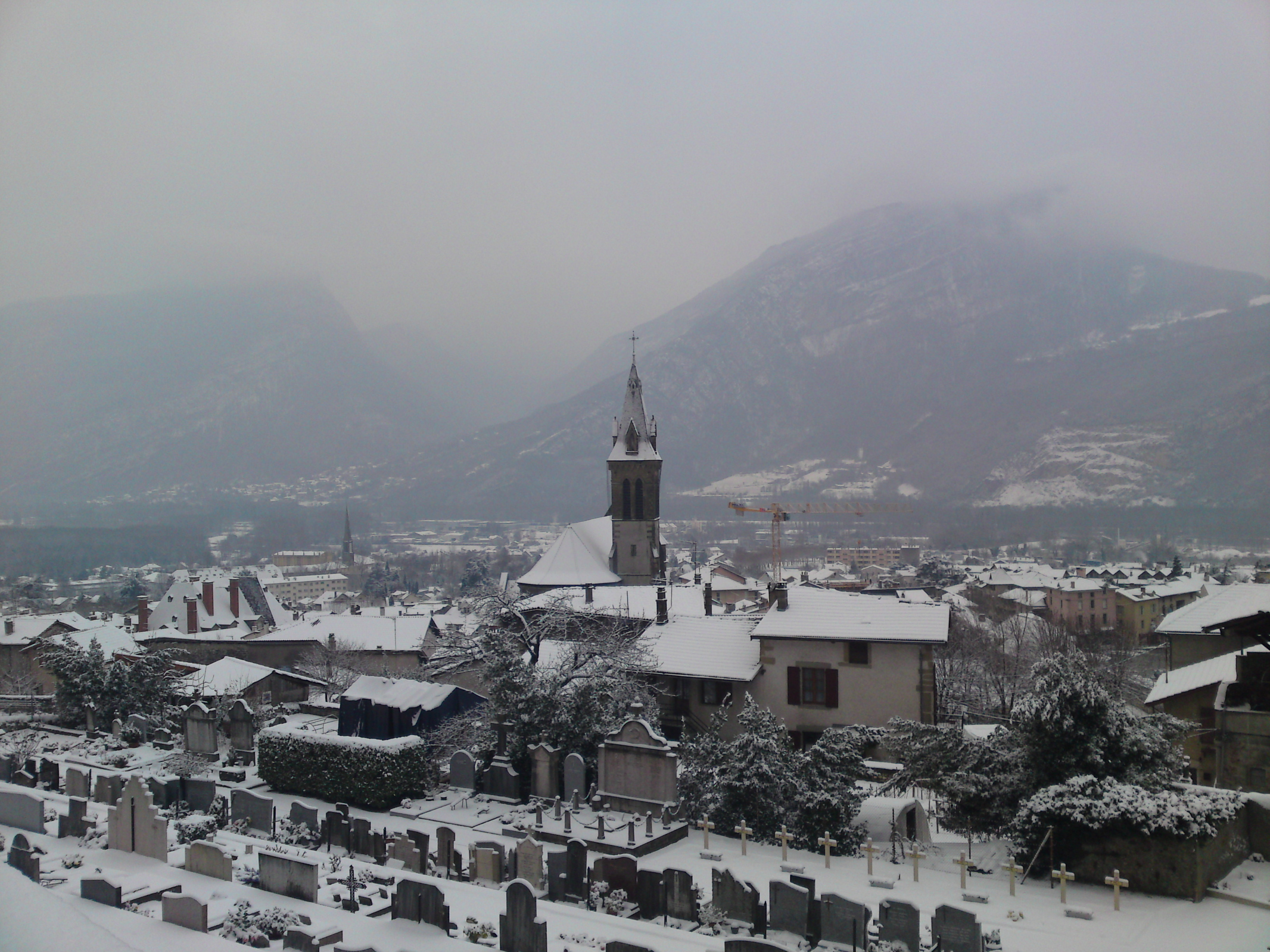

Voreppe é uma comuna francesa situada no Isère e na região Rhônes-Alpes. Localizada a 19 km de Grenoble, encontra-se situada numa "cluse": a "cluse de Voreppe". Em 24 de Junho de 1940, o XVI° corpo blindado alemão sofreu uma derrota que, com o armistício assinado do 25 de Junho, permitiu à França livre de manter esta posição. Em 1999 tinha 9231 habitantes.

## Cidades-irmãs
- Lichtenstein, Alemanha (1992)
- Castelnovo ne' Monti, Itália (1994)